# Europese kampioenschappen judo 2025

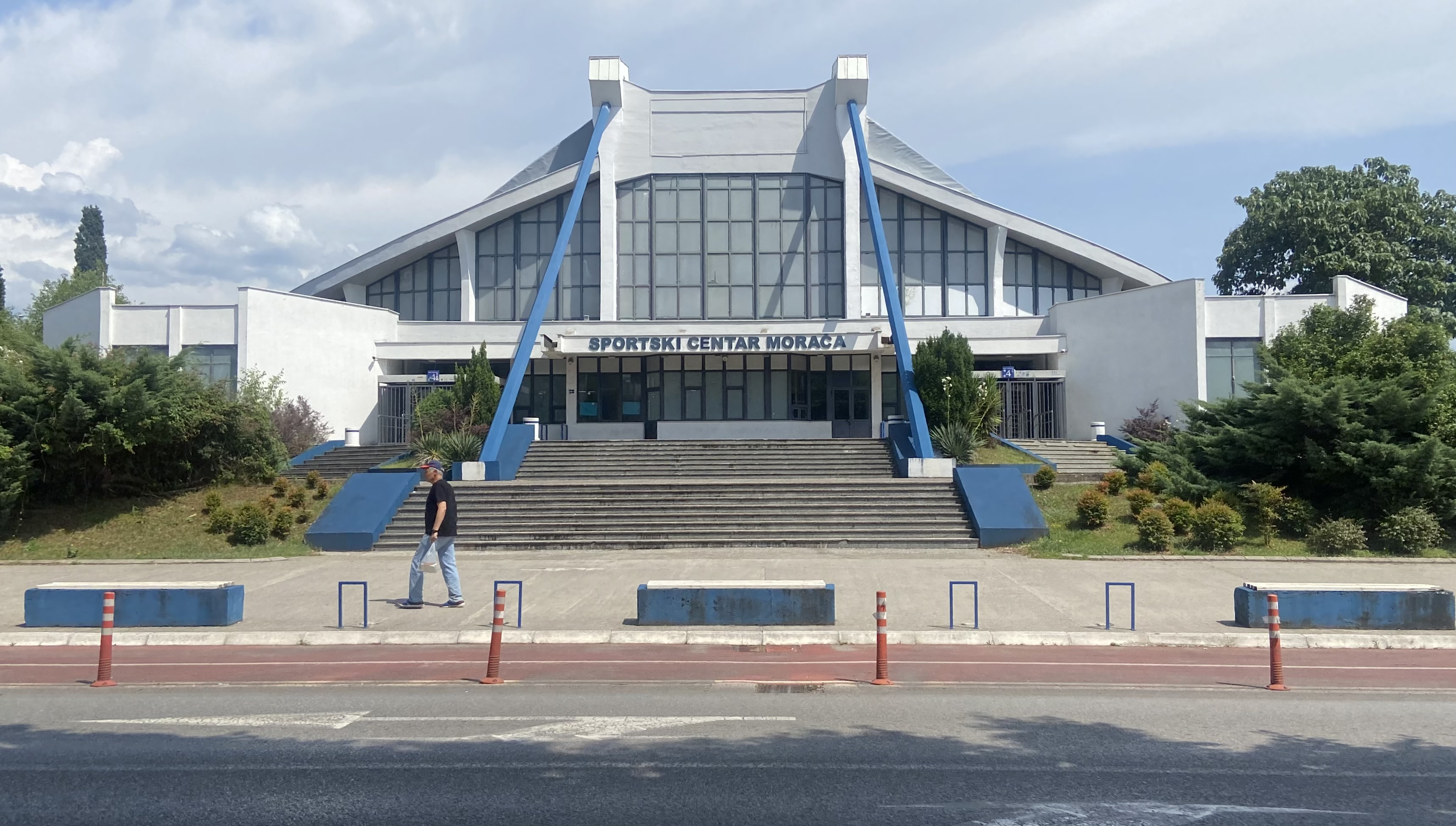
Morača Sportcentrum.

De Europese kampioenschappen judo 2025 voor mannen en vrouwen werden gehouden van 23 tot en met 27 april 2025 in Podgorica, Montenegro.  De judoka's streden om de medailles in veertien gewichtsklassen, zeven bij de mannen en zeven bij de vrouwen. Daarnaast werd in het onderdeel 'gemengde landenteams' gestreden in zes gewichtsklassen, drie bij de mannen en drie bij de vrouwen. De wedstrijden vonden plaats in het Morača Sportcentrum. 
Rusland en Belarus zijn sinds 2022 uitgesloten van deelname. Naar aanleiding van de Russische invasie van Oekraïne verklaarde de Internationale Judofederatie (IJF) op 2 maart 2022 dat judoka's uit deze landen uitsluitend onder de vlag van de IJF mogen deelnemen aan de Europese kampioenschappen en andere door de IJF georganiseerde toernooien, en dus voorlopig niet voor hun land mogen uitkomen. Dit jaar deden 27 judoka's (14 mannen en 13 vrouwen) mee onder de vlag van de IJF.

## Resultaten

### Mannen
| Gewichtsklasse | Goud                 | Zilver                    | Brons                                  |
| -------------- | -------------------- | ------------------------- | -------------------------------------- |
| – 60 kg        | Giorgi Sardalasjvili | Ayub Bliev                | Ahmad Yusifov Luka Mkheidze            |
| – 66 kg        | Daikii Bouba         | Murad Chopanov            | Luukas Saha Walide Khyar               |
| – 73 kg        | Danil Lavrentev      | Manuel Lombardo           | Joan-Benjamin Gaba Rashid Mammadaliyev |
| – 81 kg        | Timur Arbuzov        | Tato Grigalasjvili        | Matthias Casse Zelim Tckaev            |
| – 90 kg        | Christian Parlati    | Maxime-Gaël Ngayap Hambou | Murad Fatiyev Ivaylo Ivanov            |
| – 100 kg       | Ilia Sulamanidze     | Zelym Kotsoiev            | Simeon Catharina Gennaro Pirelli       |
| + 100 kg       | Inal Tasoev          | Valeriy Endovitskiy       | Erik Abramov Lukáš Krpálek             |

### Vrouwen
| Gewichtsklasse | Goud             | Zilver              | Brons                                  |
| -------------- | ---------------- | ------------------- | -------------------------------------- |
| – 48 kg        | Shirine Boukli   | Catarina Costa      | Assunta Scutto Andrea Stojadinov       |
| –52 kg         | Distria Krasniqi | Odette Giuffrida    | Naomi van Krevel Ariane Toro           |
| –57 kg         | Seija Ballhaus   | Eteri Lipateliani   | Martha Fawaz Veronica Toniolo          |
| –63 kg         | Renata Zachová   | Clarisse Agbegnenou | Joanne van Lieshout Carlotta Avanzato  |
| –70 kg         | Szofi Özbas      | Elisavet Teltsidou  | Lara Cvjetko Aleksandra Andrić         |
| –78 kg         | Patrícia Sampaio | Anna Monta Olek     | Yuliia Kurchenko Fanny Estelle Posvite |
| + 78 kg        | Romane Dicko     | Raz Hershko         | Asya Tavano Elis Startseva             |

### Gemengd
Bij het onderdeel gemengde landenteams strijden judoka's om de medailles in zes gewichtsklassen, drie bij de mannen (−73 kg, −90 kg, +90 kg) en drie bij de vrouwen (−57 kg, −70 kg, +70 kg).
| Onderdeel    | Goud    | Zilver | Brons     |
| ------------ | ------- | ------ | --------- |
| Gemengd team | Georgië | Italië | Duitsland |
| Gemengd team | Georgië | Italië | IJF       |

### Medaillespiegel
| Plaats | Land                    | Goud | Zilver | Brons | Totaal |
| 1      | judoka's onder IJF-vlag | 3    | 3      | 2     | 8      |
| 2      | Frankrijk               | 3    | 2      | 5     | 10     |
| 3      | Georgië                 | 3    | 2      | 0     | 5      |
| 4      | Italië                  | 1    | 3      | 5     | 9      |
| 5      | Duitsland               | 1    | 1      | 1     | 3      |
| 6      | Portugal                | 1    | 1      | 0     | 2      |
| 7      | Tsjechië                | 1    | 0      | 1     | 2      |
| 8      | Hongarije               | 1    | 0      | 0     | 1      |
| 8      | Kosovo                  | 1    | 0      | 0     | 1      |
| 10     | Azerbeidzjan            | 0    | 1      | 4     | 5      |
| 11     | Griekenland             | 0    | 1      | 0     | 1      |
| 11     | Israël                  | 0    | 1      | 0     | 1      |
| 13     | Nederland               | 0    | 0      | 3     | 3      |
| 14     | Servië                  | 0    | 0      | 2     | 2      |
| 15     | België                  | 0    | 0      | 1     | 1      |
| 15     | Bulgarije               | 0    | 0      | 1     | 1      |
| 15     | Finland                 | 0    | 0      | 1     | 1      |
| 15     | Kroatië                 | 0    | 0      | 1     | 1      |
| 15     | Spanje                  | 0    | 0      | 1     | 1      |
| 15     | Oekraïne                | 0    | 0      | 1     | 1      |
| Totaal | Totaal                  | 15   | 15     | 30    | 60     |

## Prestaties Belgische en Nederlandse judoka's

### Belgische selectie
De Belgische selectie bestond uit tien judoka's (zes mannen en vier vrouwen), waarvan negen zich voor individuele onderdelen hadden geplaatst.
Mannen
| judoka             | onderdeel | eerste ronde                     | tweede ronde                | derde ronde            | kwartfinale                 | halve finale            | herkansing           | finale / BM                | finale / BM    |
| judoka             | onderdeel | tegenstander uitslag             | tegenstander uitslag        | tegenstander uitslag   | tegenstander uitslag        | tegenstander uitslag    | tegenstander uitslag | tegenstander uitslag       | rang           |
| ------------------ | --------- | -------------------------------- | --------------------------- | ---------------------- | --------------------------- | ----------------------- | -------------------- | -------------------------- | -------------- |
| Jorre Verstraeten  | −60 kg    | David Štarkel W 011:000          | Ashik Andreyan V 000:100    | n.v.t.                 | niet geplaatst              | niet geplaatst          | niet geplaatst       | niet geplaatst             | niet geplaatst |
| Zelemkhan Batchaev | −73 kg    | Lucian Borş-Dumitrescu W 000:010 | Áron Szabó V 000:001        | n.v.t.                 | niet geplaatst              | niet geplaatst          | niet geplaatst       | niet geplaatst             | niet geplaatst |
| Matthias Casse     | −81 kg    | bye                              | João Fernando W 010:000     | Omar Rajabli W 011:000 | Nikola Gardašević W 001:000 | Timur Arbuzov V 000:001 | n.v.t.               | Antonio Esposito W 000:001 | Brons          |
| Noah Christiaens   | −90 kg    | bye                              | Božidar Vučurević V 001:000 | n.v.t.                 | niet geplaatst              | niet geplaatst          | niet geplaatst       | niet geplaatst             | niet geplaatst |
| Toma Nikiforov     | +100 kg   | Erik Abramov V 001:000           | n.v.t.                      | n.v.t.                 | niet geplaatst              | niet geplaatst          | niet geplaatst       | niet geplaatst             | niet geplaatst |
| Yves Ndao          | +100 kg   | Recep Ergin V 000:001            | n.v.t.                      | n.v.t.                 | niet geplaatst              | niet geplaatst          | niet geplaatst       | niet geplaatst             | niet geplaatst |

Vrouwen
| judoka            | onderdeel | eerste ronde         | tweede ronde                | derde ronde          | kwartfinale          | halve finale         | herkansing           | finale / BM          | finale / BM    |
| judoka            | onderdeel | tegenstander uitslag | tegenstander uitslag        | tegenstander uitslag | tegenstander uitslag | tegenstander uitslag | tegenstander uitslag | tegenstander uitslag | rang           |
| ----------------- | --------- | -------------------- | --------------------------- | -------------------- | -------------------- | -------------------- | -------------------- | -------------------- | -------------- |
| Loïs Petit        | −48 kg    | bye                  | Andrea Stojadinov V 100:000 | n.v.t.               | niet geplaatst       | niet geplaatst       | niet geplaatst       | niet geplaatst       | niet geplaatst |
| Gabriela Willems  | −70 kg    | bye                  | Olga Tsimko W 000:101       | Ai Tsunoda V 010:000 | niet geplaatst       | niet geplaatst       | niet geplaatst       | niet geplaatst       | niet geplaatst |
| Gabrielle Bouvier | +78 kg    | Tina Radić V 000:001 | n.v.t.                      | n.v.t.               | niet geplaatst       | niet geplaatst       | niet geplaatst       | niet geplaatst       | niet geplaatst |

Gemengd
| judoka's | onderdeel    | achtste finale       | kwartfinale          | halve finale         | herkansing           | finale / BM          | finale / BM |
| judoka's | onderdeel    | tegenstander uitslag | tegenstander uitslag | tegenstander uitslag | tegenstander uitslag | tegenstander uitslag | rang        |
| --- | ------------ | -------------------- | -------------------- | -------------------- | -------------------- | -------------------- | ----------- |
| Jorre Verstraeten (−73 kg) Zelemkhan Batchaev (−73 kg) Matthias Casse (−90 kg) Noah Christiaens (−90 kg) Toma Nikiforov +90 kg) Yves Ndao (+90 kg) Loïs Petit (−57 kg) Luna Verfaillie (−57 kg) Gabriela Willems (−70 kg) Gabrielle Bouvier +70 kg) | gemengd team | Nederland W 2-4      | Italië V 1-4         | n.v.t.               | Frankrijk W 2-4      | Duitsland V 3-4      | 5e          |

### Nederlandse selectie
De Nederlandse selectie bestond uit zeventien judoka's, waarvan er vijftien (negen vrouwen en zes mannen) voor individuele onderdelen waren geplaatst. Voor het slotonderdeel 'gemengd landenteam' waren Shannon van de Meeberg (−57 kg) en Niels Thijssen (−73 kg) in de selectie opgenomen.
Mannen
| judoka           | onderdeel | eerste ronde                | tweede ronde                  | derde ronde          | kwartfinale                  | halve finale         | herkansing                | finale / BM             | finale / BM    |
| judoka           | onderdeel | tegenstander uitslag        | tegenstander uitslag          | tegenstander uitslag | tegenstander uitslag         | tegenstander uitslag | tegenstander uitslag      | tegenstander uitslag    | rang           |
| ---------------- | --------- | --------------------------- | ----------------------------- | -------------------- | ---------------------------- | -------------------- | ------------------------- | ----------------------- | -------------- |
| Emiel Jaring     | −60 kg    | Alexandru Tîrsînă W 010:000 | Enzo Jean W 002:000           | n.v.t.               | Francisco Garrigós V 010:000 | n.v.t.               | Ashik Andreyan V 000:101  | n.v.t.                  | 7e             |
| Mark van Dijk    | −90 kg    | bye                         | Toni Miletić V 000:100        | n.v.t.               | niet geplaatst               | niet geplaatst       | niet geplaatst            | niet geplaatst          | niet geplaatst |
| Simeon Catharina | −100 kg   | Martin Bezděk W 001:100     | Daniel Eich W 000:001         | n.v.t.               | Anton Savytskiy V 100:000    |                      | Maksims Duinovs W 000:100 | Arman Adamian W 010:000 | Brons          |
| Michael Korrel   | −100 kg   | Karl Bååthe W 100:000       | Max Gregory W 100:000         | n.v.t.               | Arman Adamian V 011:000      | n.v.t.               | Gennaro Pirelli V 100:000 | n.v.t.                  | 7e             |
| Jur Spijkers     | +100 kg   | Yahor Kukharenka W 110:000  | Martti Puumalainen V 100:000  | n.v.t.               | niet geplaatst               | niet geplaatst       | niet geplaatst            | niet geplaatst          | niet geplaatst |
| Jelle Snippe     | +100 kg   | Igor Vračar W 100:000       | Yevheniy Balyevskyy V 000:001 | n.v.t.               | niet geplaatst               | niet geplaatst       | niet geplaatst            | niet geplaatst          | niet geplaatst |

Vrouwen
| judoka              | onderdeel | eerste ronde                  | tweede ronde                      | derde ronde               | kwartfinale                | halve finale         | herkansing                | finale / BM              | finale / BM    |
| judoka              | onderdeel | tegenstander uitslag          | tegenstander uitslag              | tegenstander uitslag      | tegenstander uitslag       | tegenstander uitslag | tegenstander uitslag      | tegenstander uitslag     | rang           |
| ------------------- | --------- | ----------------------------- | --------------------------------- | ------------------------- | -------------------------- | -------------------- | ------------------------- | ------------------------ | -------------- |
| Amber Gersjes       | −48 kg    | Jacqueline Springer W 000:100 | Sabina Giliazova W 000:001        | n.v.t.                    | Catarina Costa V 000:100   | n.v.t.               | Eva Pérez Soler W 000:100 | Assunta Scutto V 000:110 | 5e             |
| Naomi van Krevel    | −52 kg    | bye                           | Chiara Serra W 100:000            | n.v.t.                    | Distria Krasniqi V 000:101 | n.v.t.               | Réka Pupp W 100:000       | Gefen Primo W 100:000    | Brons          |
| Joanne van Lieshout | −63 kg    | bye                           | Amanda Zuaznabar-Torres W 100:000 | n.v.t.                    | Renata Zachová V 000:002   | n.v.t.               | Iva Oberan W 100:000      | Manon Deketer W 100:000  | Brons          |
| Geke van den Berg   | −63 kg    | Eter Askilashvili W 000:100   | Clarisse Agbegnenou V 010:000     | n.v.t.                    | niet geplaatst             | niet geplaatst       | niet geplaatst            | niet geplaatst           | niet geplaatst |
| Sanne van Dijke     | −70 kg    | bye                           | Szofi Özbas V 000:001             | n.v.t.                    | niet geplaatst             | niet geplaatst       | niet geplaatst            | niet geplaatst           | niet geplaatst |
| Margit de Voogd     | −70 kg    | bye                           | Irene Pedrotti W 000:100          | Marie-Ève Gahié V 100:000 | niet geplaatst             | niet geplaatst       | niet geplaatst            | niet geplaatst           | niet geplaatst |
| Lieke Derks         | −78 kg    | Slaviana Rylkevich V 002:010  | n.v.t.                            | n.v.t.                    | niet geplaatst             | niet geplaatst       | niet geplaatst            | niet geplaatst           | niet geplaatst |
| Marit Kamps         | +78 kg    | bye                           | Samira Bouizgarne W 100:000       | n.v.t.                    | Léa Fontaine V 000:020     | n.v.t.               | Mariia Ivanova W 000:010  | Asya Tavano V 000:100    | 5e             |
| Karen Stevenson     | +78 kg    | Mariia Ivanova V 000:100      | n.v.t.                            | n.v.t.                    | niet geplaatst             | niet geplaatst       | niet geplaatst            | niet geplaatst           | niet geplaatst |

Gemengd
| judoka's | onderdeel    | achtste finale       | kwartfinale          | halve finale         | herkansing           | finale / BM          | finale / BM    |
| judoka's | onderdeel    | tegenstander uitslag | tegenstander uitslag | tegenstander uitslag | tegenstander uitslag | tegenstander uitslag | rang           |
| --- | ------------ | -------------------- | -------------------- | -------------------- | -------------------- | -------------------- | -------------- |
| Niels Thijssen (−73 kg) Mark van Dijk (−90 kg) Simeon Catharina (+90 kg) Jur Spijkers (+90 kg) Naomi van Krevel (−57 kg) Shannon van de Meeberg (−57 kg) Joanne van Lieshout (−70 kg) Margit de Voogd (−70 kg) Karen Stevenson (+70 kg) Marit Kamp (+70 kg) | gemengd team | België V 2-4         | niet geplaatst       | niet geplaatst       | niet geplaatst       | niet geplaatst       | niet geplaatst |